# Salomé (toneelstuk)

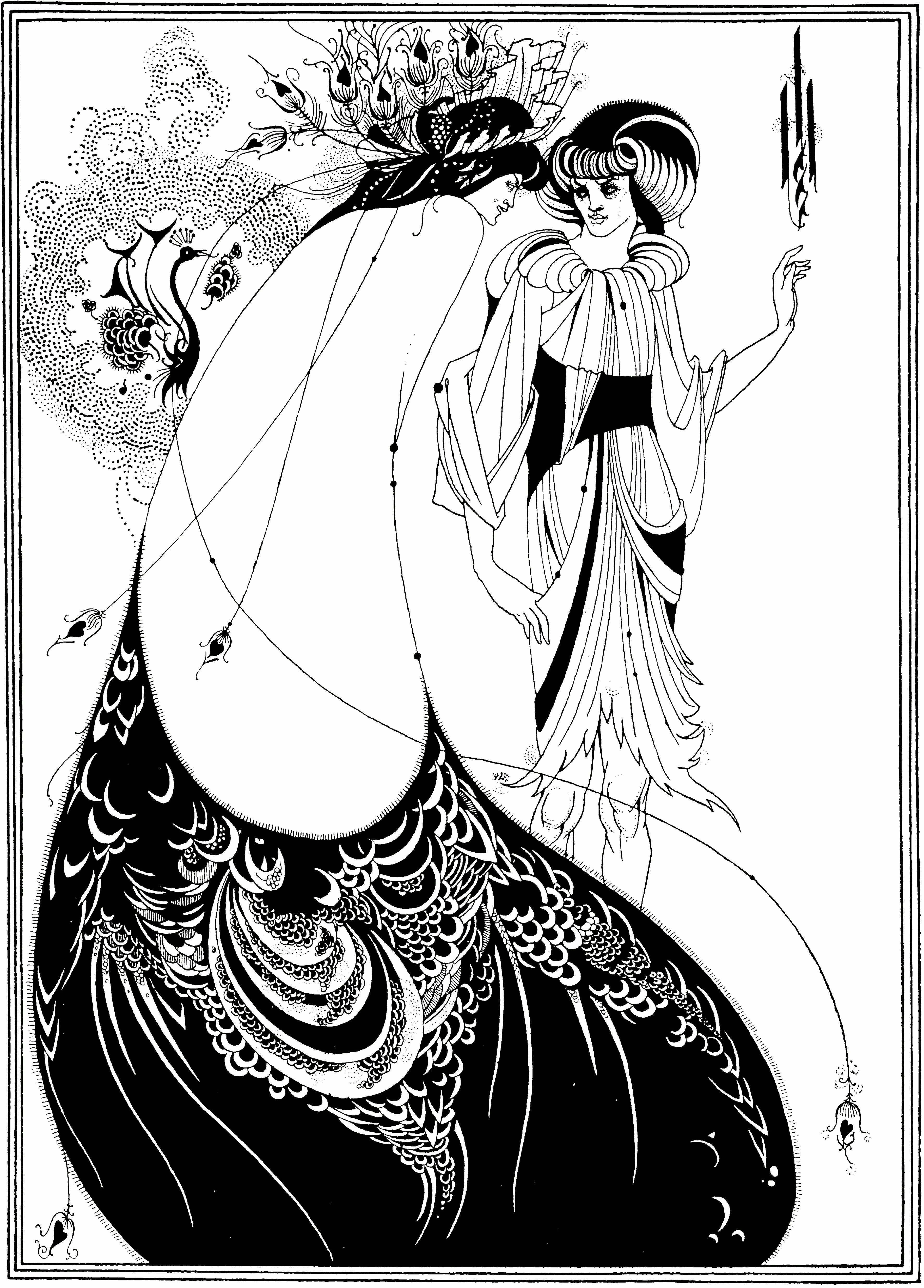
Illustratie voor Salomé door Aubrey Beardsley

Salomé (in het Engels ook Salome) is een eenakter van de Ierse schrijver Oscar Wilde.
Het stuk gaat over het Bijbelse verhaal dat voorkomt in Matteüs 14 en Marcus 6. De naam Salomé wordt echter niet in deze Bijbelverhalen vermeld, maar door Flavius Josephus (Oude geschiedenis van de Joden, 18.5.4:136). De tetrarch Herodes Antipas vraagt zijn stiefdochter Salomé tijdens een feest voor hem te dansen. In ruil daarvoor mag zij van hem verlangen wat zij wil. Zij zegt toe de dans van de zeven sluiers te dansen en eist daarvoor, mede op instigatie van haar moeder Herodias, het hoofd van Johannes de Doper.
Wilde schreef het stuk oorspronkelijk in het Frans in 1891. Het werd in 1893 gepubliceerd, als resultaat van een samenwerking tussen Franse en Engelse uitgevers. In 1894 verscheen de Engelse vertaling, met een omslagontwerp en tien illustraties van Aubrey Beardsley. Hoewel in deze versie vermeld wordt dat het stuk vertaald is door Wildes vriend Alfred Douglas, was dit in feite niet het geval: Douglas’ vertaling werd door Wilde afgewezen. Onduidelijk is wie de vertaling in werkelijkheid heeft geleverd.
In 1892 kwam de bij leven al legendarische Franse actrice Sarah Bernhardt naar Londen, waar zij Wilde ontmoette en hem toezegde de rol te willen spelen. Wilde, die de actrice zeer bewonderde, ging hier op in en de repetities namen een aanvang. Toen de Lord Chamberlain, verantwoordelijk voor censuur, dit vernam, verbood hij de opvoering op grond van een oude wet die voorschreef dat Bijbelse personen niet op het toneel mochten worden uitgebeeld. Het verbod op het stuk hield lange tijd stand: de eerste productie in Engeland vond pas plaats op 5 oktober 1931 in het Londense Savoy Theatre. Het stuk werd overigens al spoedig na verschijning met succes opgevoerd in Frankrijk, waar de wereldpremière in Parijs plaatsvond in 1896, toen Wilde in de gevangenis zat. Duitsland en de Verenigde Staten volgden spoedig. In Engeland waren alleen besloten voorstellingen mogelijk voor een beperkt publiek.
Het stuk heeft na verschijning diverse andere kunstenaars geïnspireerd. Het meest opvallend daarin is de gelijknamige opera van Richard Strauss, die de tekst van Wilde als libretto gebruikte in een vertaling van Hedwig Lachmann. De eerste opvoering vond plaats in Dresden in 1905.